# 萊茵的黃金
《萊茵的黃金》 （Das Rheingold）是《尼伯龍根的指環》 （Der Ring des Nibelungen）系列中四部歌劇的第一部，由瓦格纳作曲及編劇。《萊茵的黃金》於1869年9月22日於首演，由August Kindermann 飾演Wotan，Heinrich Vogl飾演Loge，Wilhelm Fischer 飾演Alberich。

## 角色
- 侏儒阿爾貝里希（Alberich） — 男中音
- 众神之王沃坦 （Wotan） — 男中音
- 婚姻女神弗里卡（Fricka） — 女中音
- 巨人法索爾特（Fasolt） — 男中音
- 法弗納（Fafner） — 男低音
- 女神福瑞雅 （Freia） — 女高音
- 雷神多纳 （Donner） — 男中音
- 福神弗罗 （Froh） — 男高音
- 火神洛戈 （Loge） — 男高音
- 米梅  — 男高音
- 智慧女神埃尔达 （Erda） — 女低音
- 水仙子沃克琳德（Woglinde） — 女高音
- 水仙子薇昆德 （Wellgunde） — 女高音
- 水仙子弗洛絲希德 （Flosshilde） — 女高音

## 劇情

### 第1
前奏曲缓缓的开始演奏，如平静的莱茵河水面。一连串的低音仿佛终年沉于河底的岩石，两个「自然的动机」相互纠缠涌出，接着出现了起伏音阶状的「波浪的动机」，三者结合掀起了水花。

莱茵河底。光线射入水中，幽亮的蓝绿色一层一层的暗下去，最深的地方幾乎无可辨认。河水轻柔的流动，三位萊茵少女——水仙子 （Rhinemaidens）——悠闲地围着河底的石头嬉戏，随着她们的游动带起了「波浪的动机」。弗洛絲希德与姐妹们唱起了歌，赞美神圣的莱茵河水（「少女的动机」）。听到少女的歌声，尼伯龙根族的侏儒阿尔贝里希从阴暗的地下岩洞中爬出来，怀着激动的情欲他向少女们表示好感。少女们只是嬉笑他，诱他来追逐，可是无论阿尔贝里希如何努力，他都无法接近在水中自由来去的少女，便诅咒自己软弱无能（「侏儒的动机」）。这时阳光从河底反射上来，透出耀眼的金色光芒（「莱茵黄金的动机」），水仙们发出胜利的欢呼，唱起了黄金的赞歌。阿尔贝里希向她们打听那光从何处来，水仙们说是她们所守护的莱茵的黄金，这黄金有着奇异的魔力，谁能拿到用它做成指环，便得到统治世界的权力，但只有弃绝爱情的人才能够拥有（「少女的动机」/「黄金的动机」/「指环的动机」的变型/「禁欲的动机」/「侏儒的动机」等）。弗洛絲希德嘱咐她的姊妹们不要多言，因为怕被恶人听去。阿尔贝里希心中起了贪念，脸上露出了凶像，乘水仙们不注意跳入水中，他高声发誓从此没有爱情要过禁欲的生活，并伸手抓住了河底的黄金，随即消失在地的深处。惊慌的少女们尖叫着去追，却已来不及了，只听到阿尔贝里希诡异的笑声渐渐远去，（「禁欲的动机」/「指环的动机」）。当空中焦躁的声音全部安静，水面上升起了雾，遮蔽了所有。

### 第2

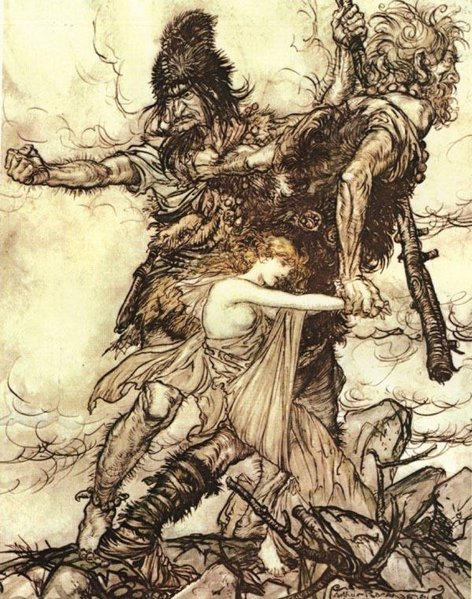
巨人抓住福瑞雅

瓦爾哈拉 （Valhalla）城附近的山顶空地。清晨，阳光温暖的照耀大地，远处沐浴着日辉的瓦爾哈拉城雄伟精美（「瓦爾哈拉的动机」），众神之王沃坦与妻子婚姻女神弗里卡眺望刚刚建成的瓦爾哈拉城，心中无比喜悦。但他们想起了与巨人的约定（「契约的动机」），由于众神当时急于建瓦爾哈拉城，所以请来巨人法索尔特与弟弟法夫纳，并约定建成后将司青春与美的女神福瑞雅赐给他们作为报酬，为此沃坦与弗里卡相互指责，一个为了荣耀，一个则想留丈夫在身边（「弗里卡的动机」）。这时被两个巨人追逐的福瑞雅跑来（「巨人的动机」），巨人要求沃坦依约交出福瑞雅（「福瑞雅的动机」），沃坦感到无奈（「洛戈的动机」），希望狡猾的火神帮他解决难题，因為一开始就是火神洛戈想出将福瑞雅作为酬劳的。争执中（「瓦爾哈拉的动机」/「契约动机」的变形/强烈的「福瑞雅的动机」），雷神多纳与福瑞雅的兄弟幸福神弗罗赶来，他们想用雷鸣抵御巨人，沃坦阻止了他们。专门作些阴谋勾当的火神洛戈出现，他为了找出福瑞雅的替代品交给巨人跑遍了世界，现在他讲起了莱茵黄金被盗一事，并在巨人面前将这黄金的魔力吹得天花乱坠。动心的巨人便要求把福瑞雅换成金指环，沃坦却拒绝，因为他也想将指环占为己有（「少女的动机」/悲哀的「黄金的动机」/「指环的动机」/低弱的「福瑞雅的动机」）。巨人带走福瑞雅作为人质，要众神拿指环来交换。福瑞雅是司青春与美的女神，众神只有吃了她亲手种的金苹果才能够永享青春，所以一旦她随巨人离开，众神的脸上便开始出现了阴影（「青春的动机」），沃坦立刻决定下到侏儒的地下世界，去夺回指环来换回青春。

洛戈领着沃坦降到终日昏暗不见阳光的地下，那里弥漫着刺鼻的烟雾，隐约中红色的火焰闪动，打铁的声音不绝于耳（「指环的动机」，象征着阿尔贝里希获得权力后的邪恶）。

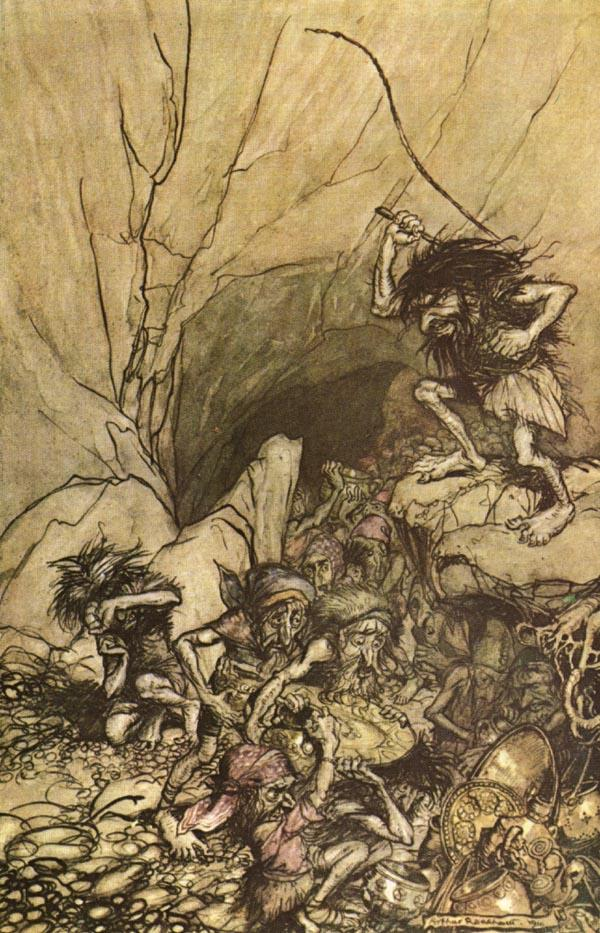
阿尔贝里希與尼伯龍侏儒

### 第3
地底之国，尼伯龙根。阿尔贝里希怪声叱责弟弟米梅，要他交出用莱茵黄金打造的隐形头盔（"隐形盔的动机」）。米梅吓得将头盔落在地上，阿尔贝里希抢过来戴好，并念起咒语，整个人消失。阿尔贝里希问米梅是否能够看见他，米梅回答看不见，于是他便乘机鞭打米梅，可怜的米梅痛得缩在地上。欢喜的阿尔贝里希高叫着自己将成为尼伯龙根的主人，并表示所有的侏儒要作他的奴隶（「尼伯龙根的动机」）。
沃旦和洛戈从一条隧道走来，他们看见受伤的米梅，米梅告诉他们阿尔贝里希已得到莱茵黄金制成的指环与隐形头盔，并统治着尼伯龙根。这时腰间系着隐形头盔的阿尔贝里希赶着一群侏儒出现，他命令他们建造宝库。看见沃旦和洛戈令他吃惊，一边责骂米梅不应该放生人进来一边呵斥侏儒退下。受到洛戈花言巧语的引诱，阿尔贝里希说起了自己的野心，他要统治整个世界，包括天上的众神（「指环的动机」）。听完，狡猾的洛戈假装不相信头盔的力量，并邀请阿尔贝里希表演，上当的阿尔贝里希为了证明就变成一条巨蛇（或譯為「龍」）。洛戈则说大不稀奇，他见过天上的巨人，问阿尔贝里希能否变小，于是阿尔贝里希又变成一个蟾蜍。一旁的沃坦乘机用脚踏住蟾蜍，然后夺下隐形头盔，将现了原形的阿尔贝里希手脚捆住，带回天上（「弃爱的动机」/「奴役的动机」）。

### 第4
瓦爾哈拉城附近的山顶空地，云雾遥绕。阿尔贝里希哀求愿用所有财宝换得自由，他对着指环命令侏儒从地下搬来尼伯龙根族的宝藏，但沃坦坚持要他交出指环。阿尔贝里希的脸扭曲起来，用凄厉的声音诅咒得到指环的人（「憎恨的动机」/「诅咒的动机」），沃坦从他的手中强行夺走指环，阿尔贝里希带着怨恨隐入地中（「奴役的动机」）。浓雾飘散开，众神前来迎接沃坦，巨人也带着福瑞雅走来，她的出现唤回了青春。巨人要求宝物的数量要与福瑞雅等高，多纳和弗罗便开始堆宝物，甚至加上了隐形头盔还不能够令巨人满意，他们提起指环。沃坦不愿意，这时智慧女神埃尔达出现，她警告沃坦，要他放弃指环（「埃尔达的动机」，类似于莱茵的动机/切分音中含有「诅咒的动机」，与「众神黄昏的动机」相互交织）。无奈的沃坦只得交出指环，福瑞雅欢喜的跑回众神身边（「奔跑的动机」）。两个巨人开始为指环争执，竟打起来，最后法夫納将法索尔特杀死，从奄奄一息的哥哥手中得到指环（「憎恨的动机」与「诅咒的动机」）。目睹了这场悲剧，沃坦感到不安，在他的心中埋藏了一种黑色的力量，是所有接触过指环的人所遭受的诅咒（「诅咒的动机」）。

雷神多纳爬上岩顶，敲打雷鸣，云雾消失殆尽，电光闪过，天空中出现彩虹，连起一条通向瓦爾哈拉的走廊（「彩虹的动机」/「瓦爾哈拉的动机」）。众神赞颂威严的瓦爾哈拉，然后踏上彩虹的天梯。戒指的诅咒缠绕着沃坦，他想到生养一群半神为他拿回指环（「宝剑的动机」），这时忧伤的莱茵少女呼唤传来，她们恳求沃坦归还黄金（「黄金的动机」），但沃坦没有理她们，继续令众神走向瓦爾哈拉（辉煌的「彩虹的动机」/「瓦爾哈拉动机」）。

## 外部連結
- Richard Wagner - Das Rheingold （页面存档备份，存于）- 收集了歌劇的舊海報，介紹華格納歌劇的主旨。
- Wagner Operas — 相片、製作資料、錄音、劇本、音訊檔案。
- Opera Guide — 故事，劇本，重點。

## 音訊樣本
- Das Rheingold -《萊茵的黃金》錄音片段。